# Jornadia longipilis
Jornadia longipilis är en kvalsterart som beskrevs av Pérez-Íñigo och Baggio 1991. Jornadia longipilis ingår i släktet Jornadia och familjen Oribatulidae. Inga underarter finns listade i Catalogue of Life.